# Mujer & Mujer
Mujer & Mujer es una organización lésbica feminista de Ecuador que centra su trabajo en las problemáticas de las poblaciones LGBT. La agrupación tiene su origen en 2003, cuando varias mujeres lesbianas pertenecientes a la fundación LGBT Famivida se articularon al interior de dicha fundación, con lo que iniciaron la primera agrupación de activismo lésbico en la historia de Guayaquil.
El grupo posteriormente se separó de Famivida y en 2013 se registraron legalmente como fundación.

## Historia

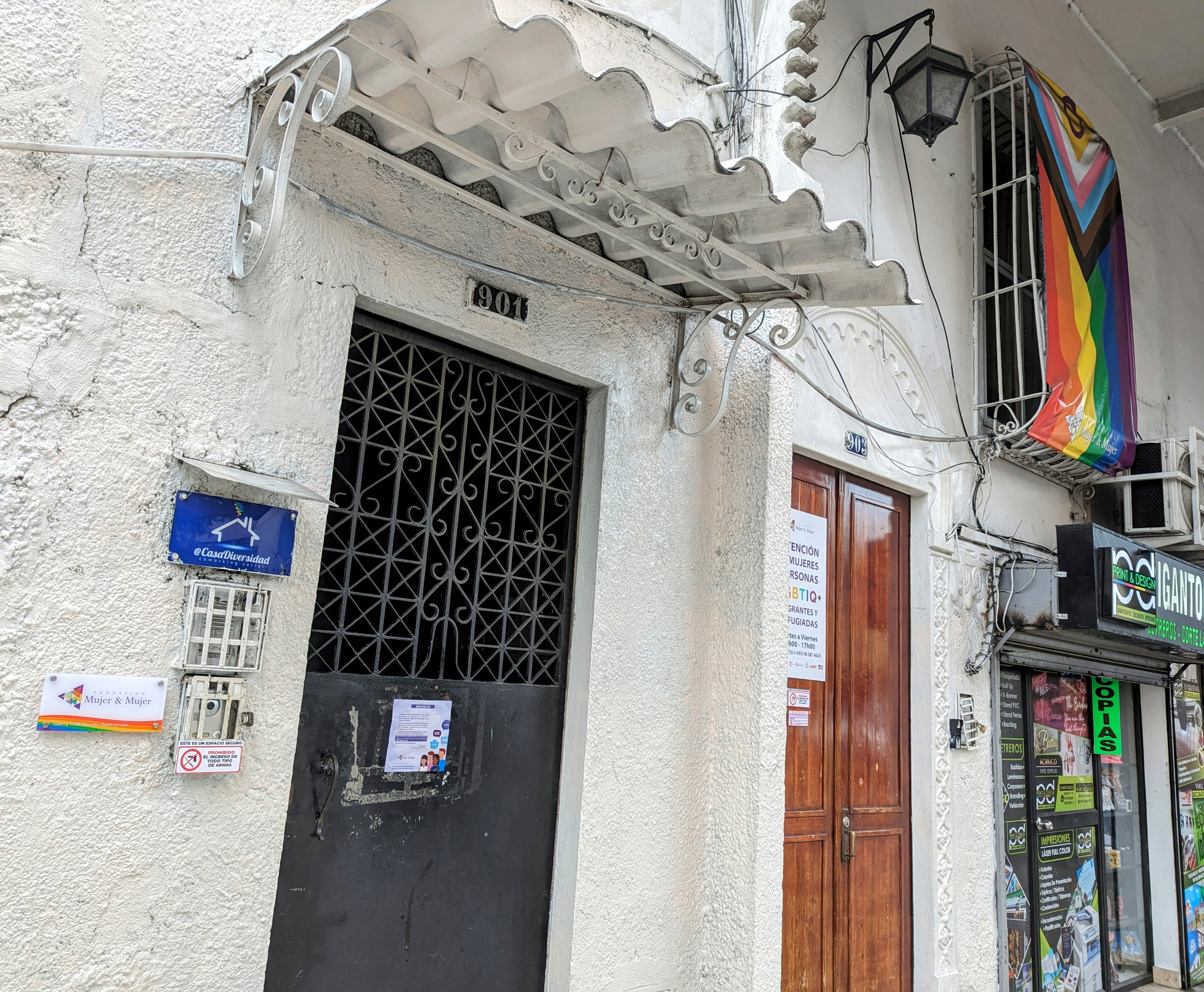
Instalaciones de la fundación Mujer & Mujer, en el centro de Guayaquil.

La asociación Mujer & Mujer inició originalmente como parte de la fundación Famivida, organización LGBT creada en 1995 y que fue la primera de su tipo en Guayaquil.
El 8 de marzo de 2003, Lía Burbano, integrante de Famivida desde algunos años antes, organizó una reunión exclusiva para mujeres en las instalaciones de la fundación que alcanzó gran acogida. Producto de este encuentro acordaron formar una agrupación dentro de Famivida llamada Mujer & Mujer (nombre elegido el mismo día de la reunión inicial) que aglutinara a mujeres lesbianas. De este modo, se convirtieron en la primera agrupación de activismo lésbico en la historia de la ciudad.
El grupo fue creciendo en los años siguientes y llegó hasta las 60 integrantes. En 2005, fueron invitadas al quinto Encuentro Nacional Lésbico, organizado por la fundación quiteña Causana. Participaron de forma independiente en 2008 en la primera Marcha del Orgullo LGBT de Guayaquil en realizarse en el centro de la ciudad, mientras que en 2010 realizaron su primer plantón para exigir derechos.
Debido a discrepancias con dirigentes de Famivida, que habían iniciado al menos desde 2005, las integrantes de Mujer & Mujer decidieron separarse y formar su propia fundación. La misma fue legalizada en 2013.
En 2011, Mujer & Mujer se convirtió en la primera asociación ecuatoriana en promover la celebración del Día de la Visibilidad Lésbica en el país. Al año siguiente realizó además una exposición de fotografía lésbica en el Museo Antropológico y de Arte Contemporáneo, como respuesta a un acto de represión por parte de la policía metropolitana que sufrieron meses antes en la Plaza San Francisco.
Desde 2017, Mujer & Mujer es parte del grupo de organizaciones LGBT de la ciudad que administra de forma conjunta el espacio denominado Casa de la Diversidad, ubicado entre las avenidas Esmeraldas y Nueve de Octubre y que funciona como espacio de discusión estratégica y de impartición de talleres sobre género y diversidad sexual, además de contar con un bar y una biblioteca de libros de temática LGBT. Las otras organizaciones que se unieron en el proyecto fueron la Alianza Igualitaria, Caballeros Transmasculinos y Diverso Ecuador.
Mujer & Mujer ha impulsado también proyectos sociales, entre ellos Efecto Arco Iris, que inició en 2019 como forma de apoyar a microemprendimientos de personas LGBT en las provincias de Guayas, Santa Elena y Manabí, con el objetivo de apoyar a la autonomía económica de la comunidad.